# PayPal
PayPal [ˈpeɪˌpæl] (anhörenⓘ) (englisch, wörtlich Bezahlfreund, angelehnt an pen pal, Brieffreund) ist ein börsennotierter Betreiber eines Online-Bezahldienstes, der zur Begleichung von Mittel- und Kleinbeträgen zum Beispiel beim Ein- und Verkauf im Online-Handel genutzt werden kann. Nach eigenen Angaben hat PayPal mehr als 277 Millionen aktive Nutzer in über 200 Märkten mit der Möglichkeit von Zahlungen in über 100 Währungen (Stand: März 2020). Ende 2020 gab es weltweit 377 Millionen genutzte Kundenkonten. Der Nettogewinn im Geschäftsjahr 2020 betrug 4,2 Milliarden US-Dollar.
Der Sitz des Unternehmens ist San José, das europäische Tochterunternehmen ist PayPal (Europe) S.à r.l. & Cie, S.C.A. mit Sitz in Luxemburg.
Seit 2015 werden die Aktien an der NASDAQ gehandelt. Das Unternehmen ist Bestandteil des S&P 500 und ersetzte den ehemaligen Mutterkonzern eBay im S&P 100.

## Unternehmensgeschichte

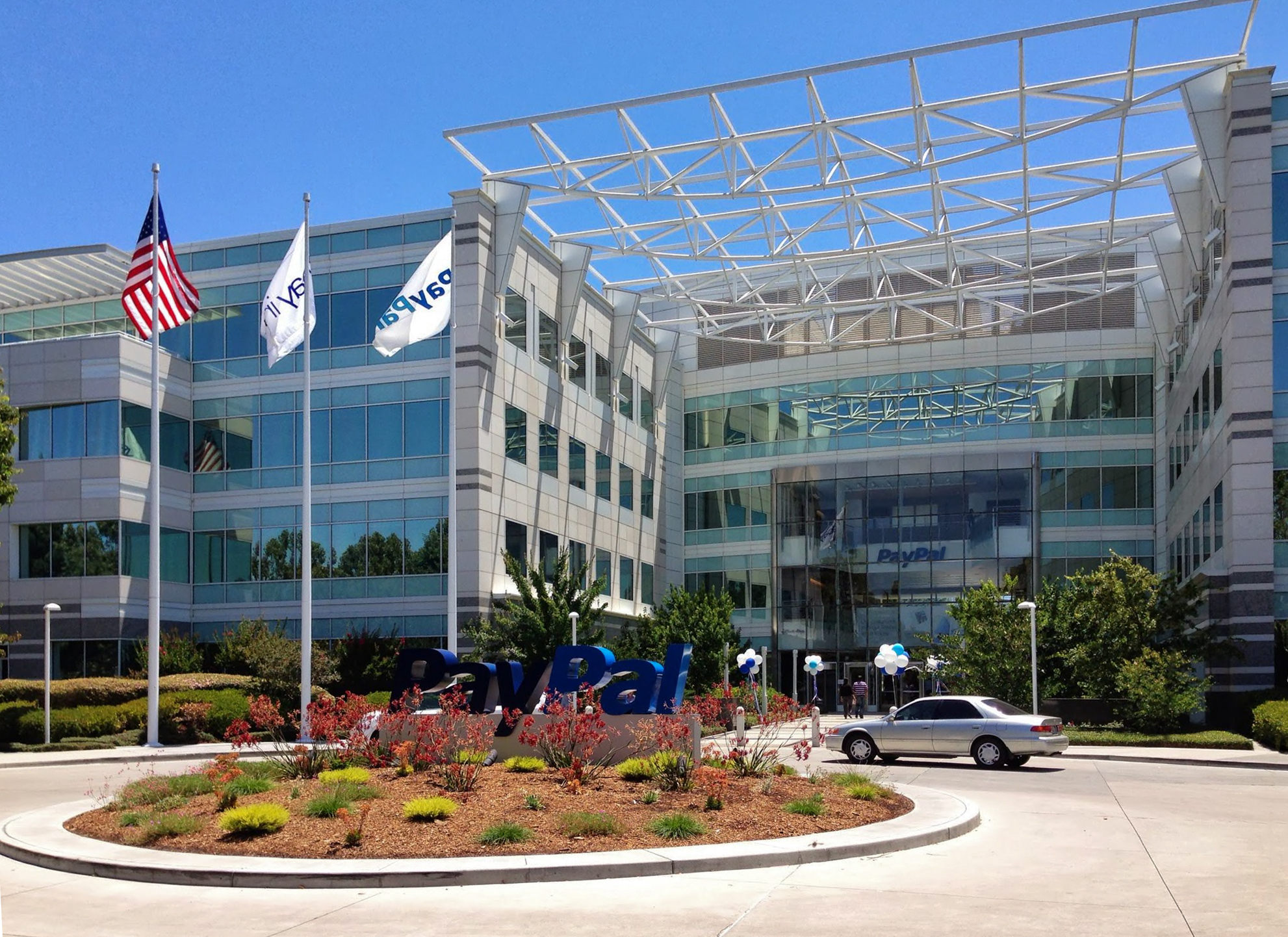
PayPal-Hauptsitz in San José

PayPal geht auf den Zusammenschluss von Confinity und X.com im März 2000 zurück. Confinity wurde im Dezember 1998 von Max Levchin, Peter Thiel und Luke Nosek in Palo Alto, Kalifornien, gegründet. Ursprünglich war es eine Firma für Bezahlmethoden („reconciling beamed payments“) und Kryptografie für den Palm Pilot mit Bezahlung per E-Mail als Merkmal. X.com wurde von Elon Musk im März 1999 gegründet, ebenfalls als Internet-Finanzdienstleister mit Bezahlung per E-Mail. 
Beide Firmen hatten ihre Büros an der University Avenue in Palo Alto und starteten ihre Webseiten Ende 1999. Bei Confinity waren viele der ersten Angestellten ehemalige Mitarbeiter der Studentenzeitung The Stanford Review, die ebenfalls von Peter Thiel gegründet worden war. Die meisten der ersten Entwickler kamen von der University of Illinois at Urbana-Champaign, an der sie von Max Levchin angeworben worden waren. Für X.com rekrutierte Elon Musk ein breites Spektrum an technischem und Geschäftspersonal, einschließlich vieler, die aufs Engste mit dem Geschäftserfolg der Firma verbunden waren, wie zum Beispiel Amy Klement, Sal Giambanco, Roelof Botha, Sanjay Bhargava und Jeremy Stoppelman. Die zahlreichen Mitbegründer und frühen Mitarbeiter des Unternehmens, welche später andere erfolgreiche Unternehmen (YouTube, SpaceX) gründeten, wurden später als PayPal-Mafia bekannt.
eBay beobachtete das Wachsen einer Reihe von Online-Bezahlfirmen und versprach sich als Online-Auktionsanbieter strukturelle Vorteile für die Kundschaft. Im Mai 1999, noch bevor es PayPal gab, kaufte eBay Billpoint, benannte es um in „eBay Payments“ und machte es zu seinem offiziellen Bezahlsystem, beschnitt aber Funktionalitäten von Billpoint, indem es dieses nur noch für Zahlungsvorgänge für eBay-Auktionen zuließ. PayPal wurde in Auktionen aber sehr viel häufiger genannt als Billpoint. Im Februar 2000 gab es ungefähr 200.000 Auktionen täglich, die für den Service von PayPal warben.
Eine Erklärung für die Entstehung und den Erfolg von PayPal sind die Eigenheiten des Zahlungsverkehrs in den USA. Dort wurden meist Schecks verwendet, die für die Begleichung von Verpflichtungen aus Onlinetransaktionen nicht geeignet sind. Zum Beispiel werden in Deutschland Rechnungen seit Jahrzehnten meist per Überweisung bezahlt. Im internationalen Zahlungsverkehr wurden und werden Gebühren erhoben, die PayPal unterbieten konnte. Erst durch die Regulierung des europäischen Zahlungsverkehrs – Internationale Bankkontonummer (IBAN) und SWIFT – wurde es möglich, dass auch EU-Überweisungen großteils gebührenfrei sind.

### Kauf durch eBay 2002
Im Oktober 2002 kaufte eBay PayPal für 1,5 Milliarden US-Dollar. PayPal war zuvor die beliebteste Bezahlmethode von mehr als der Hälfte der eBay-Benutzer und der Service konkurrierte mit eBays Tochtergesellschaft Billpoint. eBay ließ anschließend seinen Billpoint-Service zugunsten PayPals auslaufen. Auch andere Hauptkonkurrenten wurden eingestellt oder verkauft: Citibanks c2it-Service schloss Ende 2003 und Yahoos PayDirect-Service Ende 2004; Western Union gab im Dezember 2005 die Schließung seines BidPay-Services bekannt, verkaufte ihn aber 2006 an die CyberSource Corporation.

### PayPal in Deutschland
Seit Februar 2004 steht eine deutschsprachige PayPal-Website zur Verfügung. Die Integration in eBay erfolgte im Juni. Nach der anfänglichen Phase der passiven Werbung bot eBay 2005 im Folgejahr aktive Anreize (kostenlose Zahlungen und Zahlungsempfang) und verlangte schließlich von allen gewerblichen Verkäufern, PayPal als Grundzahlungsmethode einzurichten. Im Zuge dieser Maßnahmen stieg die Anzahl der PayPal-Nutzer in Deutschland sprunghaft; im August 2013 hatte PayPal in Deutschland über 16 Millionen Kundenkonten. Ende 2020 gab es 29,1 Millionen aktive Nutzer. PayPal-Nutzer können in Deutschland mittels Lastschrift, Kreditkarte, Online-Überweisung und Guthaben auf dem PayPal-Konto bezahlen.
Seit dem 13. Juli 2017 können Kunden an teilnehmenden Shell-Tankstellen in Hamburg und Berlin ihren Kraftstoff direkt an der Zapfsäule mit ihrem Smartphone bezahlen. Die deutschlandweite Einführung von SmartPay im Shell-Tankstellennetz war für das vierte Quartal 2017 geplant. Im Juli 2019 startete PayPal in Europa Xoom, einen Service für Auslandsüberweisungen. PayPal startete Xoom europaweit in insgesamt 32 Märkten.

### Sitz in Luxemburg 2007 und europäische Banklizenz
Am 2. Juli 2007 erhielt PayPal von der luxemburgischen Finanzaufsichtsbehörde CSSF eine Banklizenz, gültig nach EU-Richtlinien für die ganze EU. Alle Konten wurden dabei von PayPal (Europe) Ltd., das bis dahin in Großbritannien als E-Geld-Institut registriert war, zu PayPal Luxemburg transferiert. Das hatte auch eine Überarbeitung der Nutzungsbedingungen zur Folge. Der Wechsel des Kontos von PayPal (Europe) Ltd. zu PayPal Luxemburg erfolgte automatisch. Die genaue Bezeichnung der neuen Firma lautet PayPal (Europe) S.à r.l. & Cie, S.C.A.
2013 kaufte PayPal den Zahlungsdienstleister Braintree mit seiner Tochter Venmo auf, die PayPal im Bereich der Transaktionen über soziale Netzwerke und zwischen Endbenutzern mobiler Geräte damals voraus waren.

### Selbständigkeit 2015

2014 abgelöstes Logo der PayPal Inc., entworfen von Chad Hurley

Im September 2014 wurde bekanntgegeben, dass eBay und PayPal eine Trennung der Geschäftsbereiche in eigenständige und unabhängige börsennotierte Unternehmen planen. Die Trennung wurde am 17. Juli 2015 vollzogen.

### Auslaufen der Partnerschaft mit eBay
Anfang Februar 2018 gab eBay bekannt, die Zusammenarbeit mit PayPal nur noch bis 2020 in der bestehenden Form fortzuführen. Bis Juli 2023 sollte es weiterhin möglich sein, Zahlungen bei eBay mit PayPal abzuwickeln. Nach der Ankündigung durch eBay sank der Kurs der PayPal-Aktie zeitweise um 10 %.

### Ausschluss von Online-Casinos
Anfang 2019 begann PayPal, Online-Casinos von seinen Angeboten auszuschließen. 888 Holdings war eines der ersten dieser Unternehmen.

### Akzeptanz von Kryptowährungen
Im Oktober 2020 gab PayPal bekannt, dass Kunden in den USA künftig über die PayPal-Plattform Bitcoin und andere Kryptowährungen handeln und aufbewahren können. Ab Anfang 2021 sollte es zudem möglich sein, bei Händlern via PayPal mit Kryptowährungen zu bezahlen. Das Angebot sollte im Jahr 2021 auf weitere Länder erweitert werden.

## Übernahmen und Kooperationen

Logo vor 17. September 2024

Im Mai 2018 gab iZettle die Übernahme durch PayPal bekannt. Im Dezember 2018 kündigte die britische Regulierungsbehörde Competition and Markets Authority eine Untersuchung der 2,2-Milliarden-Dollar-Transaktion an. Im April 2019 erteilte die britische Regulierungsbehörde eine vorläufige Genehmigung für die Übernahme. 2019 erfolgte eine Beteiligung an der Internetwährung Libra, das Engagement wurde jedoch nach wenigen Monaten rückabgewickelt. Im November 2019 gab PayPal bekannt, den amerikanischen Anbieter für Gutscheincodes Honey für vier Milliarden Dollar zu übernehmen. Am 6. Januar 2020 wurde die Übernahme abgeschlossen. Im Januar 2020 gab PayPal auch eine Kooperation mit dem chinesischen Zahlungsdienstleister China UnionPay bekannt.

## Funktionsweisen von PayPal
Der PayPal-Account ist ein virtuelles Konto: Die Identität des Kontos wird durch die E-Mail-Adresse des PayPal-Mitglieds definiert, es gibt also keine Kontonummer. Mit dem Konto können Zahlungen an Dritte ausgeführt und Zahlungen von Dritten empfangen werden. Dabei fungiert PayPal als Dienstleister für den Transfer. PayPal übernimmt nicht die Funktion eines Treuhänders, das heißt, es wird lediglich die Zahlungsabwicklung übernommen, unabhängig von der Leistungserbringung durch den Verkäufer.
Ein elementarer Vorteil von PayPal – wie auch von anderen Micropayment-Systemen – ist es, dass via PayPal getätigte Zahlungen sofort dem Zahlungsempfänger gutgeschrieben werden und somit beispielsweise die sonst übliche Banklaufzeit einer Überweisung entfällt. In einem Onlineshop getätigte Käufe können somit sehr schnell bezahlt werden, wodurch die Ware früher geliefert werden kann. Allerdings ist die gutgeschriebene Zahlung unter Umständen nicht sofort verfügbar. Um den Käuferschutz zu gewährleisten, werden bestimmte Einzahlungen (z. B. bei eBay-Verkäufen) erst nach 21 Tagen freigegeben.
Wenn PayPal zur Bezahlung bei einem Onlineshop verwendet wird, erhebt PayPal Transaktionsdaten, die über den Umfang einer normalen Überweisung hinausgehen. Sofern der Onlineshop diese Daten an PayPal übermittelt, gehören dazu u. a. die Lieferadresse und die einzelnen Positionen des Warenkorbs.
PayPal-Mitglieder müssen sich mit ihren persönlichen Daten registrieren; ein Bankkonto oder eine Kreditkarte sind nicht zwingend notwendig. Fügt das PayPal-Mitglied ein Bankkonto hinzu, führt PayPal eine Testüberweisung an das angegebene Konto durch, um es zu verifizieren. Danach können PayPal-Mitglieder Geld an jede beliebige E-Mail-Adresse in den unterstützten Ländern senden. Hat der Besitzer der E-Mail-Adresse kein PayPal-Konto, so wird er von PayPal per E-Mail benachrichtigt, dass unter dieser E-Mail-Adresse eine Zahlung eingegangen ist. Damit er über den gesendeten Betrag verfügen kann, muss der Zahlungsempfänger bei PayPal registriert sein oder sich als neues Mitglied registrieren. In Europa kann eine aufgelaufene Summe (Limit) der Transaktionen von 2500 € nur überschritten werden, wenn weitere persönliche Angaben (z. B. Geburtsdatum) hinterlegt sind.
Des Weiteren kann PayPal über ein webfähiges Mobiltelefon verwendet werden. Die Unterstützung von webfähigen Pagern und anderen Handheld-Geräten richtet sich nach der Authentizität der Zuordnung zu PayPal-Mitgliedern. Eine Technologie mit dem Namen „PayPal Here“ erleichtert zudem Zahlungsvorgänge für Smartphone-Nutzer: Dabei wird ähnlich wie an der Kasse im Supermarkt die Kreditkarte über einen kleinen Aufsatz gezogen, der an den Kopfhörerausgang des Geräts angeschlossen wird. Auch Schecks können über die im Smartphone eingebaute Kamera abfotografiert werden. Die US-Firma Block, Inc. wendet bereits ein ähnliches Verfahren an.
Die Informationen der Teilnehmer werden bei jeder Überweisung mit TLS geschützt. Die Finanzdaten des PayPal-Mitglieds, wie beispielsweise die Kreditkarten- oder Kontonummer, bleiben dem Zahlungsempfänger verborgen, wodurch ein Missbrauch dieser Daten durch den Zahlungsempfänger vermieden werden soll.
Um mit PayPal Geld an einen anderen Teilnehmer zu senden, gibt es mehrere Einzahlungsmöglichkeiten:
- Man kann Geld direkt von einem PayPal-Guthaben versenden. Das PayPal-Konto kann in Europa zum Beispiel via normaler Banküberweisung unter Verwendung eines spezifischen Einzahlungscodes mit einem Guthaben aufgeladen werden. Der von PayPal vorgegebene, kontospezifische Code muss im Feld „Verwendungszweck“ der Überweisung eingetragen werden. Die Aufladung via Überweisung nimmt in der Regel etwa drei Tage in Anspruch, manchmal dauert es allerdings deutlich länger.
- Auch eine Kreditkarte kann zur Zahlung verwendet werden. Dabei muss das Geld nicht erst auf das PayPal-Konto eingezahlt werden, sondern wird vom Kreditkartenkonto eingezogen und dem Empfänger gutgeschrieben.

Für deutsche PayPal-Konten gibt es weitere Einzahlungsmöglichkeiten:
- Es ist möglich, Zahlungen über das Lastschriftverfahren direkt vom eigenen Konto aus zu tätigen. In diesem Fall wird der Betrag dem PayPal-Konto des Zahlungsempfängers sofort gutgeschrieben und PayPal bucht den Betrag innerhalb der nächsten Tage vom Bankkonto des Zahlenden ab.
- Des Weiteren sind manche Zahlungen nur via Lastschrift mit Sicherheitsprüfung möglich. Wird der Betrag von PayPal erfolgreich vom Bankkonto des Zahlenden abgebucht, erfolgt die Wertstellung nach Zahlungseingang auf dem PayPal-Konto des Zahlungsempfängers.
- Zahlungen via Überweisung unter Umgehung des Aufladeprozesses sind ebenso möglich. Hier wird ein transaktionsspezifischer Code vorgegeben. Wird der transaktionsspezifische Code im Feld „Verwendungszweck“ der Überweisung eingetragen, erfolgt die Wertstellung nach Überweisungseingang auf dem PayPal-Konto des Zahlungsempfängers.
- Das PayPal-Konto kann mit Giropay von einem Girokonto aufgeladen werden, wobei eine sofortige Gutschrift erfolgt.[37]

Guthaben von deutschem PayPal-Konto abbuchen (auf Referenzkonto überweisen):
- Ein Guthaben auf einem deutschen PayPal-Konto kann auf das im PayPal-Konto hinterlegte deutsche Referenzkonto überwiesen werden. Der Abbuchungsbetrag wird laut PayPal innerhalb von zwei bis vier Arbeitstagen dem Bankkonto gutgeschrieben.[38] Die Gutschrift darf laut PayPal bis zu sieben Arbeitstage dauern. Erst nach sieben Arbeitstagen beschäftigt sich der Kundenservice mit nicht angekommenen Gutschriften.[39] Für eine schnellere Abbuchung des Guthabens führte PayPal im Oktober 2019 eine kostenpflichtige Echtzeitüberweisung ein.[40]

Das Forderungsmanagement hat PayPal in Deutschland der Hamburger Kanzlei ksp. Rechtsanwälte übertragen.
PayPal gehört zu den ersten Hauptmitgliedern der FIDO-Allianz, die den Industriestandard Universal Second Factor (U2F) für eine allgemein anwendbare Zwei-Faktor-Authentisierung entwickelt hat.
Seit November 2018 bietet PayPal für Online-Händler in Deutschland einen „Businesskredit“ von bis zu 24.999 Euro an. In den USA wurde bereits 2013 unter dem Namen „Working Capital“ Kredite für Online-Händler eingeführt. 2014 folgte die Einführung in Großbritannien und Australien.
PayPal bietet einen Käuferschutz. Sofern der Verkäufer das nicht übernimmt, erstattet PayPal beispielsweise bei falscher, mangelhafter, unvollständiger, beschädigter oder gefälschter Ware den Kaufpreis inklusive der Versandkosten. Einige Artikel sind allerdings ausgenommen, darunter Immobilien und Fahrzeuge.
Nach Ausbruch der COVID-19-Pandemie startete PayPal im Mai 2020 kontaktloses Zahlen per QR-Code.
Stationärer Handel
Über andere Apps kann PayPal auch im stationären Handel zur Bezahlung genutzt werden. Die Netto-App bietet diese Zahlungsmöglichkeit seit Dezember 2018 an. Seit März 2018 kann man bei Shell mit PayPal bezahlen.
Des Weiteren kann PayPal auch mit Google Pay verknüpft werden. Als erster markenübergreifender Anbieter bietet ryd pay seit dem 20. Januar 2020 mobiles Bezahlen direkt an der Tankstelle mit PayPal an. Außerdem ist es möglich bei mehreren ryd Partner Apps (TankDas, richtig-tanken) mit PayPal an Tankstellen zu bezahlen.

## Kennzahlen
| GJ   | Umsatz in Mio. US-$ | Jahresüberschuss in Mio. US-$ | Angestellte |
| ---- | ------------------- | ----------------------------- | ----------- |
| 2012 | 5.662               | 778                           |             |
| 2013 | 6.727               | 955                           |             |
| 2014 | 8.025               | 419                           | 15.800      |
| 2015 | 9.248               | 1.228                         | 16.800      |
| 2016 | 10.842              | 1.401                         | 18.100      |
| 2017 | 13.094              | 1.795                         | 18.700      |
| 2018 | 15.451              | 2.057                         | 21.800      |
| 2019 | 17.772              | 2.459                         | 23.200      |
| 2020 | 21.454              | 4.202                         | 26.500      |
| 2021 | 25.371              | 4.169                         | 30.900      |
| 2022 | 27.518              | 2.419                         | 29.900      |
| 2023 | 29.771              | 4.246                         | 27.200      |

## Entgelte
Für den Käufer ist PayPal kostenlos, nur für Bezahlen in Fremdwährung wird 3 % berechnet. Für den Verkäufer entstehen bei jedem Geldeingang über PayPal Kosten, die sich aus einem Grundbetrag je Transaktion und einem prozentualen Anteil zusammensetzen. Die Entgelte für den Empfang von Beträgen in Euro in Deutschland liegen bei 0,35 Euro + 2,99 % des Umsatzes (Stand: 21. Oktober 2024), in Österreich bei 0,35 Euro + 3,4 % des Umsatzes (Stand: 21. Oktober 2024) und in der Schweiz bei 0,55 CHF + 3,4 % des Umsatzes (Stand: 21. Oktober 2024). Ab einem bestimmten monatlichen Umsatzvolumen sinkt der prozentuale Anteil gestaffelt in Deutschland auf bis zu 1,49 %, in Österreich und der Schweiz ab 100.000 Euro bzw. 160.000 CHF in mehreren Staffelungen auf bis zu 1,9 %, bei Mikropayments (bis 3,50 Euro) 0,10 Euro + 10 % des Umsatzes. Das 2013 gültige Mikropayment-Modell für Beträge bis 3,50 Euro mit sehr hohen Transaktionsgebühren von 10 % wurde eingestellt.
Die Kosten sind bei allen Zahlungsarten identisch. Auch Kreditkartenzahlungen können von allen Kontoinhabern ohne weitere Zusatzkosten empfangen werden. Für Privat- und Geschäftskonten gelten die gleichen Konditionen, eine Unterscheidung hinsichtlich der Provisionen zwischen den Kundengruppen gibt es also nicht. Das Geschäftskonto hat lediglich einen größeren Funktionsumfang zum komfortableren Verwalten von Zahlungen. Hinzu kommt ein Umrechnungsentgelt von 2,5 % auf den aktuellen Umrechnungskurs, falls eine Konvertierung in eine andere Währung erfolgt. Ab 5001 Euro Umsatz im Vormonat können Geschäftskontoinhaber gestaffelte Vorzugskonditionen beantragen.
Laut den Allgemeinen Geschäftsbedingungen, die am 18. November 2013 in Kraft getreten sind, sind Transaktionen zwischen Privatkonten kostenlos. Das gilt unter der Prämisse, dass Guthaben auf dem PayPal-Konto vorhanden ist oder die Einziehung mittels Bankeinzug erfolgt. Ist das Standardkonto bei PayPal an eine Kreditkarte geknüpft, fallen 1,9 % Provision an. (Stand: 13. September 2013)
Aufgrund der überarbeiteten Zahlungsdiensterichtlinie der EU, die seit dem 13. Januar 2018 gültig ist, hat PayPal am 9. Januar 2018 die Allgemeinen Geschäftsbedingungen geändert. PayPal hat darin den Händlern verboten, die PayPal-Gebühren auf ihre Kunden abzuwälzen. Das gilt nicht für Unternehmen, die eine abweichende Praxis vertraglich mit PayPal vereinbart haben. Am 13. Dezember 2018 hat jedoch das Landgericht München I im Fall Flixbus entschieden, dass die Zahlungsdiensterichtlinie auch für PayPal gilt und Flixbus keine Gebühren mehr auf die Kunden umlegen dürfe.

## Kritik

### Datenabgleich mit Verdächtigenlisten des US-Heimatschutzministeriums
Immer wieder tauchen in Foren und Zeitschriften Berichte darüber auf, dass PayPal die Konten seiner Nutzer sperrt, wenn nur der geringste Verdacht besteht, der Kunde gehe terroristischen Aktivitäten nach, oder auch beim behaupteten Verdacht betrügerischer Aktivitäten. Das trifft auch viele unschuldige Personen, die dann vom Zugriff auf ihr Guthaben ausgeschlossen sind. Laut der Ausgabe 12/2006 der Computerzeitschrift PC Professionell werden die Kundendaten bei PayPal mit von der US-amerikanischen Heimatschutzbehörde geführten Listen von Terror- oder Drogenhandel-Verdächtigen abgeglichen. Dabei reiche schon die Namensähnlichkeit mit einem Eintrag aus, um ins Visier der US-Fahnder zu geraten. Unter Umständen wird das Konto gesperrt, der Nutzer kommt für längere Zeit nicht mehr an sein Geld. Stattdessen wird er per E-Mail aufgefordert, seine Identität amtlich zu beweisen und persönliche Dokumente an eine nicht näher bezeichnete Stelle in Omaha im US-Bundesstaat Nebraska einzureichen, unter anderem Kopien des Personalausweises sowie Kreditkarten- oder Stromabrechnungen.

### Sperrung von Konten verwandter Personen
Ferner wurden Fälle bekannt, in denen PayPal in Konfliktfällen sowohl das Konto des Betroffenen sperrt als auch das eines Verwandten. Nach deutschem Bankenrecht ist diese Verknüpfung von Konten aufgrund der Verwandtschaft der Inhaber unzulässig. Da die europäische PayPal-Tochter luxemburgischem Recht unterliegt, betonte sie, keine Bank zu sein, sondern ein Internet-Bezahldienst, für den andere Regelungen gelten.

### Einfrierung des Kontos für 180 Tage
PayPal kann das Nutzerkonto und das sich darauf befindende Guthaben für 180 Tage einfrieren und beruft sich auf Verstöße gegen die 80 Seiten umfassenden AGB. Nutzer berichten, dass PayPal ab einem Gesamtvolumen von 2500 Euro das Konto ohne Grund gesperrt habe und auch nach Übergabe aller personenbezogenen Daten das Konto nicht freigegeben hat. Verbraucherzentralen haben gegen PayPal Klage eingereicht. Nach dem Gerichtsverfahren verpflichtete sich PayPal 2018 gegenüber dem Verbraucherzentrale Bundesverband (vzbv) zur Unterlassung zahlreicher Formulierungen in seinen Nutzungsbedingungen.

### Versuch der Durchsetzung des US-Embargos gegen Kuba in Europa
Im Juli 2011 traten Beschwerden verschiedener europäischer Online-Händler auf, die mit kubanischen Produkten handeln, insbesondere mit Rum und Zigarren. Ihre Accounts seien komplett gesperrt und das Konto eingefroren worden.
Das Unternehmen begründete die Entscheidungen mit einem Handelsembargo der USA gegen Kuba aus dem Jahr 1962. Nach einem Ultimatum, die Waren aus dem Sortiment zu nehmen, erfolgte die Sperrung. Die Umsetzung dieses Embargos ist nach EU-Recht rechtswidrig.

### AGB und DSGVO
Die deutsche Verbraucherzentrale Bundesverband (vzbv) forderte PayPal aufgrund seiner Allgemeinen Geschäftsbedingungen zur Abgabe einer Unterlassungserklärung auf, da der Umfang von 80 DIN-A4-Seiten eine formale Unverständlichkeit der AGB bedeute. Daraufhin und aufgrund der DSGVO-Vorgaben aktualisierte PayPal die AGB und die Datenschutzgrundsätze. Hierbei räumte sich PayPal das Recht ein, die Fingerabdruck- und Standort-Daten zu speichern wie auch Angaben zu allen installierten Apps.
Ziel sei, Kontozugriffe zu erkennen, die nicht zum Standort passen, und je nach Aufenthaltsort und Interessen des Nutzers passende Werbung einzuspielen. Die vzbv sieht damit die DSGVO verletzt. Das Speichern und Verarbeiten biometrischer Daten erfordere grundsätzlich die ausdrückliche Zustimmung der Anwender.
PayPal betont, Nutzer könnten Mobilgeräte-Einstellungen ändern, um diese Speicherung zu beschränken. Fingerabdruckdaten würden nach Aussage Paypals inzwischen jedoch nur noch lokal gespeichert.

### Kontosperrungen bei rechtsgerichteten Extremisten
Mehrmals wurde berichtet, dass PayPal Konten von Personen oder Unternehmen, die politisch rechtsgerichtet sind, sperrte. Insbesondere sind davon Unterstützer des ehemaligen US-Präsidenten Donald Trump betroffen. So wurde eine Gruppe, die der Finanzierung der Anreise zu Protestversammlung zehntausender Anhänger Trumps und zum darauf folgenden Sturm auf das Kapitol in Washington, DC. am 6. Januar 2021 diente, gesperrt. Auch offizielles Merchandise der MAGA-Kampagne kann mittels PayPal nicht mehr erworben werden.

### Androhung von Geldstrafen gegen Nutzer
Im Oktober 2022 gab PayPal eine Änderung der AGB an, die ab dem 3. November erlaubte, von Personen oder Unternehmen, die „Falschinformationen“ oder „diskriminierende Inhalte“ verbreiten, 2500 US-Dollar Schadenersatz zu fordern und gegebenenfalls vom Konto abzubuchen. Dies löste laut einem Bericht des Bitcoin-Magazins Cointelegraph einen weitreichenden Shitstorm in den sozialen Netzwerken aus, viele Nutzer löschten ihre Konten oder entfernten PayPal als Bezahlmethode von ihren Websites aus Protest. Daraufhin gab PayPal an, dass die fragliche Regelung versehentlich in den AGB aufgetaucht war und es seitens des Unternehmens keine Geldstrafen oder Schadenersatzforderungen geben werde.

### PayPal Honey
Im Dezember 2024 wurde bekannt, dass Paypal möglicherweise mittels der hauseigenen Browsererweiterung Honey bis zu 17 Millionen Nutzer – einschließlich der Betreiber der YouTube-Kanäle, die als Werbepartner von Honey angeworben wurden – betrogen haben soll. Beworben wurde, dass bei Onlinekäufen der beste zu findende Rabattcode genutzt werde. Der YouTuber MegaLag berichtete, dass Honey die besten Rabatte ignoriere und das Affiliate-Cookie ersetze, wodurch die Affiliate-Einnahmen widerrechtlich an den Paypal-Konzern umgeleitet würden.
Daraufhin haben die Betreiber mehrerer YouTube-Kanäle, vertreten von drei Anwaltskanzleien, darunter der Eagle Team LLP von Devin J. Stone  (YouTube-Kanal LegalEagle), vor einem amerikanischen Gericht eine Sammelklage (Class Action Lawsuit) auf Schadenersatz und Unterlassung eingereicht. Zu den Klägern gehört unter anderem Wendover Productions (Sam Denby).